# Frank Langella
Pour les articles homonymes, voir Langella.
Frank Langella est un acteur américain, né le 1er janvier 1938 à Bayonne (New Jersey).

## Biographie
Frank Langella est né le 1er janvier 1938 à Bayonne, dans le New Jersey, aux États-Unis. Ses parents étaient Angelina et Frank A. Langella Sr.
Il est diplômé de l'université de Syracuse en 1959 avec un baccalauréat ès arts en théâtre.

### Vie privée
Il a été en couple avec les actrices Diane Baker et Elizabeth Taylor.
Il fut marié à Ruth Weil de 1977 à 1995. Ils ont deux enfants Frank  A. Langella III and Sara Langella.
De 1995 à 2000, il fut en couple avec Whoopi Goldberg, rencontré sur le tournage d'Eddie.

## Filmographie

### Cinéma

#### Longs métrages
- 1970 : Journal intime d'une femme mariée (Diary of a Mad Housewife) de Frank Perry : George Prager
- 1970 : Le Mystère des douze chaises (The Twelve Chairs) de Mel Brooks : Ostap Bender
- 1971 : La Maison sous les arbres de René Clément : Philippe
- 1972 : La Colère de Dieu (The Wrath of God) de Ralph Nelson : Tomas De La Plata
- 1979 : Dracula de John Badham : Comte Dracula
- 1980 : Those Lips, Those Eyes de Michael Pressman : Harry Crystal
- 1981 : Sphinx de Franklin J. Schaffner : Akmed Khazzan
- 1986 : Men's Club(The Men's Club ) de Peter Medak : Harold Canterbury
- 1987 : Les Maîtres de l'Univers (Masters of the Universe) de Gary Goddard : Skeletor
- 1988 : And God Created Woman de Roger Vadim : James Tiernan
- 1991 : Double identité (True Identity) de Charles Lane : Leland Carver
- 1992 : 1492 : Christophe Colomb (1492 : Conquest of Paradise) de Ridley Scott : Santangel
- 1993 : Body (Body of Evidence) d'Uli Edel : Jeffrey Roston
- 1993 : Président d'un jour (Dave) d'Ivan Reitman : Bob Alexander
- 1994 : Brainscan de John Flynn : Détective Hayden
- 1994 : Junior d'Ivan Reitman : Noah Banes
- 1995 : Duo mortel (Bad Company) de Damian Harris : Vic Grimes
- 1995 : L'Île aux pirates (Cutthroat Island) de Renny Harlin : Dawg Brown
- 1996 : Eddie de Steve Rash : Wild Bill Burgess
- 1997 : Lolita d'Adrian Lyne : Clare Quilty
- 1998 : Small Soldiers de Joe Dante : Archer (voix)
- 1998 : I'm Losing You de Bruce Wagner : Perry Needham Krohn
- 1999 : La Neuvième Porte (The Ninth Gate) de Roman Polanski : Boris Balkan
- 1999 : Alegría de Franco Dragone : Fleur
- 2000 : Dark Summer (Innocents) de Gregory Marquette : Robert Denright
- 2000 : Stardom de Denys Arcand : Blaine de Castillon
- 2001 : Sweet November de Pat O'Connor : Edgar Price
- 2004 : Le Prince de Greenwich Village (House of D) de David Duchovny : Révérend Duncan
- 2004 : Breaking the Fifth d'Austin Smithard : Godfrey Winters
- 2005 : Good Night and Good Luck de George Clooney : William Paley
- 2005 : Back in the Day de James Hunter : Lieutenant Bill Hudson
- 2005 : How You Look to Me de J. Miller Tobin : Professeur Driskoll
- 2005 : Return to Rajapur de Nanda Anand : Ned Bears
- 2006 : Superman Returns de Bryan Singer : Perry White
- 2006 : The Novice de Murray Robinson : Père Tew
- 2007 : Starting Out in the Evening d'Andrew Wagner : Leonard Schiller
- 2008 : Frost/Nixon : L'Heure de vérité (Frost/Nixon) de Ron Howard : Richard Nixon
- 2008 : La Légende de Despereaux (The Tale of Despereaux) de Sam Fell et Robert Stevenhagen : Le maire (voix)
- 2008 : The Caller de Richard Ledes : Jimmy
- 2009 : The Box de Richard Kelly : Arlington Steward
- 2010 : Wall Street : L'argent ne dort jamais (Wall Street : Money Never Sleeps) d'Oliver Stone : Louis Zabel
- 2010 : Sans identité (Unknown) de Jaume Collet-Serra : Professeur Rodney Cole
- 2010 : Love and Secrets d'Andrew Jarecki : Sanford Marks
- 2012 : Robot and Frank de Jake Schreier : Frank
- 2012 : The Time Being de Nenad Cicin-Sain : Warner Dax
- 2014 : Grace de Monaco d'Olivier Dahan : Père Francis Tucker
- 2014 : Le Pari (Draft Day) d'Ivan Reitman : Anthony Molina
- 2014 : Noé (Noah) de Darren Aronofsky : Og (voix)
- 2014 : Opération Muppets (Muppets Most Wanted) de James Bobin : Beefeater Vicar
- 2014 : Le Prophète (Kahlil Gibran's The Prophet) de Roger Allers, Gaëtan et Paul Brizzi, Joan Gratz, Mohammed Saeed Harib, Tomm Moore, Nina Paley, Bill Plympton, Joann Sfar et Michal Socha : Pasha (voix)
- 2014 : Parts Per Billion de Brian Horiuchi : Andy
- 2015 : La Femme du diplomate (5 to 7) de Victor Levin : Sam Bloom
- 2015 : Destins croisés (The Driftless Area) de Zachary Sluser : Tim Geer
- 2016 : Captain Fantastic de Matt Ross : Jack Bertrang
- 2016 : Youth in Oregon de Joel David Moore : Raymond
- 2020 : Les Sept de Chicago (The Trial of the Chicago 7) d'Aaron Sorkin : Juge Julius Hoffman
- 2022 : Angry Neighbors de Warren Brock : Harry

### Télévision

#### Séries télévisées
- 1965 : The Trials of O'Brien : Michael Romani
- 1973 : Mannix : Harry Tass
- 1973 : Docteur Marcus Welby (Marcus Welby, M.D.) : Carey Robins
- 1973 : Love Story : Jimmy Lewin
- 1976 : Les Robinson suisses (Swiss Family Robinson) : Jean LaFitte
- 1988 : CBS Summer Playhouse : Dr Paradise
- 1991 : Monkey House : Dr Frankel
- 1996 : La Bible : Moise (Moses) : Mérenptah
- 1999 : Kilroy : Goddard Fulton
- 2000 : Jason et les Argonautes (Jason and the Argonauts) : Aertes
- 2001 : The Beast (en) : Jackson Burns
- 2003 : New York, unité spéciale (Law and Order : Special Victims Unit) : Al Baker
- 2005 : Unscripted : Goddard Fulton
- 2005 - 2006 : Kitchen Confidential : Pino
- 2006 : Magnitude 10,5 : L'Apocalypse (10.5 : Apocalypse) : Dr Earl Hill
- 2015 - 2017 : The Americans : Gabriel
- 2018 : American Dad! : Commodore Francis Stoat (voix)
- 2018 - 2020 : Kidding : Sebastian "Seb"

#### Téléfilms
- 1974 : Le Signe de Zorro (The Mark of Zorro) de Don McDougall : Don Diego / Zorro
- 1986 : Liberty de Richard C. Sarafian : Frederic Auguste Bartholdi
- 1992 : Lincoln de Peter W. Kunhardt et James A. Edgar : John Wilkes Booth (voix)
- 1994 : Doomsday Gun (en) de Robert Young : Dr Gerald Bull
- 2003 : 111 Gramercy Park de Bill D'Elia : William
- 2005 : Le Manoir de la magie (Now You See It...) de Duwayne Dunham : Professeur Max
- 2006 : The Water Is Wide de John Kent Harrison : Dr Piedmont
- 2013 : Muhammad Ali's Greatest Fight de Stephen Frears : Warren Burger
- 2016 : All the Way de Jay Roach : Richard Brevard Russell, Jr.

### Jeux vidéo
- 2017 : Destiny 2 : Le Consul (voix)
- 2022 : Destiny 2 : The Witch Queen : Le Consul (voix)
- 2023 : Destiny 2 : Lightfall : Le Consul (voix)

## Théâtre
- 1977 : Dracula de Hamilton Deane
- 1975 : Seascape d'Edward Albee
- 1996 : Le Père d'August Strindberg
- 2002 : Le Pain d'autrui d'Ivan Tourgueniev
- 2004 : Match de Stephen Belber
- 2007 : Frost/Nixon de Peter Morgan
- 2012 : Man and boy de Terence Rattigan
- 2017 : Le Père de Florian Zeller

## Distinctions

### Récompenses
- 1975 : Tony Award du meilleur second rôle masculin pour Seascape
- 2002 : Tony Award du meilleur second rôle masculin pour Le Pain d'autrui
- 2007 : Tony Award du meilleur acteur dans une pièce pour Frost/Nixon
- 2008 : Meilleur acteur aux Las Vegas Film Critics Society Awards pour Frost/Nixon
- 2017 : Tony Award du meilleur acteur pour Le Père de Florian Zeller

### Nominations
- 1978 : Nomination au Tony Award du meilleur acteur dans une pièce pour Dracula
- 2004 : Nomination au Tony Award du meilleur acteur dans une pièce pour Match
- 2009 : Nomination à l'Oscar du meilleur acteur pour Frost/Nixon
- 2012 : Nomination au Tony Award du meilleur acteur dans une pièce pour Man and Boy

## Voix francophones
Jusqu'en 2005, Frank Langella est doublé par de nombreux comédiens. Si Raymond Gérôme le double à deux reprises dans Président d'un jour et Lolita, il est doublé à titre exceptionnel par Pierre Arditi dans Le Mystère des douze chaises, Claude Giraud dans Dracula, Igor De Savitch dans The Men's Club, François Chaumette dans Les Maîtres de l'univers, Jacques Frantz dans 1492 : Christophe Colomb, Georges Berthomieu dans Body, Benoît Allemane dans Brainscan, Jean-Luc Kayser dans Junior, Jacques Deschamps dans Duo mortel, François Siener dans L'Île aux pirates, André Penvern dans La Neuvième Porte, Mario Santini dans Jason et les Argonautes et Gérard Rinaldi dans New York, unité spéciale.
Ainsi, à partir du film Good Night and Good Luck, Féodor Atkine devient sa voix régulière. Il le retrouve dans The Box, Wall Street : L'argent ne dort jamais, Robot and Frank, Grace de Monaco, The Americans, Opération Muppets, Captain Fantastic, Kidding et Les Sept de Chicago. En parallèle, il est doublé par Pierre Dourlens dans Frost/Nixon, l'heure de vérité, Sans identité et Muhammad Ali's Greatest Fight, par Georges Claisse dans Superman Returns et Magnitude 10,5 : L'Apocalypse, ainsi que par Pascal Racan dans Love and Secrets et François Marthouret dans All the Way.